# Ainoa (molinka)
Ainoa Lumbsch & I. Schmit (molinka) – rodzaj grzybów z rodziny Baeomycetaceae. znane są dwa gatunki, obydwa występują w Polsce. Ze względu na współżycie z glonami zaliczany jest do grupy  porostów.

## Systematyka i nazewnictwo
Pozycja w klasyfikacji według Index Fungorum: Baeomycetaceae, Baeomycetales, Ostropomycetidae, Lecanoromycetes, Pezizomycotina, Ascomycota, Fungi.
Nazwa polska według opracowania W. Fałtynowicza.

## Gatunki
- Ainoa geochroa (Körb.) Lumbsch & I. Schmitt 2001 – tzw. czarenka ziemna
- Ainoa mooreana (Carroll) Lumbsch & I. Schmitt 2001 – molinka Moorea

Nazwy naukowe na podstawie Index Fungorum. Nazwy polskie według checklist Fałtynowicza.